# 浦竹仔
浦竹仔为禾本科大节竹属下的一个种。

## 栽培种
- 七彩虹竹（Indosasa hispida cv. “Rainbow”），是西南林业大学杨宇明教授等专家选育的园艺植物新品种。紫红色的竹秆，绿色和金黄色的竹叶。